# Elara (edifício)
Elara (anteriormente PH Towers ) é um edifício timeshare de 52 andares na 80 East Harmon Avenue em Paradise, Nevada, localizado atrás do resort Planet Hollywood que opera na Las Vegas Strip.
Depois que dois projetos não se concretizaram na propriedade, Robert Earl e David A. Siegel formaram uma parceria em 2005 para desenvolver um projeto de hotel e timeshare conhecido como PH Towers. O início das construções ocorreu em janeiro de 2006, e a torre atingiu o seu topo em julho de 2008. O projeto de US $ 660 milhões foi inaugurado em dezembro de 2009, mas os planos para torres adicionais foram cancelados.
Quando inaugurada, a torre contava com 1.201 unidades, das quais cerca de 200 seriam usadas como timeshare, enquanto o restante seria usado como quartos de hotel para o resort Planet Hollywood. A torre Westgate Resorts pertencia a David Siegel, enquanto o Planet Hollywood International, Inc. de Robert Earl comercializava a torre e administrava as operações. A Harrah's Entertainment comprou o resort Planet Hollywood em 2010 e assumiu o marketing e as operações da PH Towers. Devido à dificuldade financeira, o Westgate Resorts vendeu a torre em 2011 e a Hilton Grand Vacations Company foi designada para reformulá-la e cuidar das vendas e do marketing. A torre foi renomeada para Elara em março de 2012.

## História

### Planos originais
Em 1998, a Aladdin Gaming estava planejando um novo resort Aladdin na Las Vegas Strip, bem como o adjacente Aladdin Music Project, um resort de US$ 250 milhões que incluiria 1.000 quartos de hotel e 4.600 m² de casino. O Aladdin Music Project, parte de um complexo planejado de Aladdin, seria desenvolvido em parceria com o Planet Hollywood International, Inc., e seria construído em 2.0 ha   localizado a sudeste de Aladdin, na interseção da Avenida Harmon com a Audrie Street. No entanto, a Aladdin Gaming encerrou sua parceria no final de 1998, devido a preocupações de que o Planet Hollywood não pudesse produzir um compromisso de US$ 41 milhões para o Aladdin Music Project.
Em junho de 2000, a Aladdin Gaming estava em negociações com um parceiro não identificado para desenvolver um projeto de hotel e condomínio em um arranha-céu na Audrie Street, localizado atrás do resort Aladdin, que ainda estava em construção. O projeto foi concebido como um complexo de $ 200 milhões, que incluiria 100 a 150 unidades de condomínio e forneceria fácil acesso ao resort Aladdin. Richard Goeglein, presidente-executivo da Aladdin Gaming, disse que um acordo não foi assinado, mas que "a longo prazo, definitivamente queremos fazê-lo". No plano proposto, a Aladdin Gaming venderia aproximadamente um acre, localizado no canto nordeste da propriedade da Aladdin, para o parceiro em troca da propriedade minoritária do novo projeto. O sócio seria o proprietário majoritário e forneceria os fundos necessários para desenvolver e administrar as unidades hoteleiras e de condomínio.
Em novembro de 2000, foi anunciado que a parcela de cinco acres, a sudeste do Aladdin, seria vendida para o The Athena Group LLC, em Nova York. Na época, o local para o projeto proposto estava ocupado por reboques de construção temporários que foram usados durante a construção do Aladdin e do shopping Desert Passage, ambos inaugurados em agosto de 2000. O Grupo Athena planejava fechar o negócio em fevereiro de 2001 e esperava concluir a construção do projeto em dois anos. Na época, o projeto estava previsto para incluir 350 quartos de hotel e entre 150 e 200 unidades de condomínio. A parte do condomínio do projeto seria de 74.000 m². Esperava-se que o projeto tivesse entre 35 e 40 andares, mas os planos ainda não tinham sido finalizados para definir se o projeto incluiria uma ou duas torres. O projeto deveria ser conectado à Desert Passage. Em agosto de 2001, funcionários do Aladdin anunciaram que o projeto havia sido cancelado e que havia planos de vender a propriedade de cinco acres para ajudar o resort Aladdin, que estava com dificuldades financeiras.

### Projeto e construção de timeshare
Robert Earl, fundador e executivo-chefe do Planet Hollywood International Inc., liderou um grupo que comprou o resort Aladdin em junho de 2003. Earl, que morava em Orlando, Flórida, era vizinho do fundador do Westgate Resorts, David A. Siegel. Earl e Siegel começaram a discutir um projeto de timeshare em Las Vegas em 2000, quando Westgate entrou no mercado de timeshare. Depois que o grupo de Earl comprou o Aladdin, as discussões sobre um projeto de timeshare em Las Vegas tornaram-se sérias.
Os detalhes foram finalizados ao longo de 16 meses até abril de 2005, quando o Westgate Resorts anunciou que construiria uma torre de timeshare de 52 andares e $ 400 milhões na propriedade de cinco acres a sudeste de Aladdin. Westgate financiaria o projeto, que seria administrado pela Starwood. A construção deveria começar ainda naquele ano, com a conclusão das primeiras unidades prevista para a virada de 2007. As unidades de timeshare não vendidas seriam usadas como quartos de hotel do resort Aladdin, que passaria por uma reforma de US$ 120 milhões para se tornar o resort Planet Hollywood. A Klai Juba Architects, sediada em Las Vegas, foi contratada para projetar a reforma do Planet Hollywood, bem como a torre de timeshare, que consistiria em vidro azul.

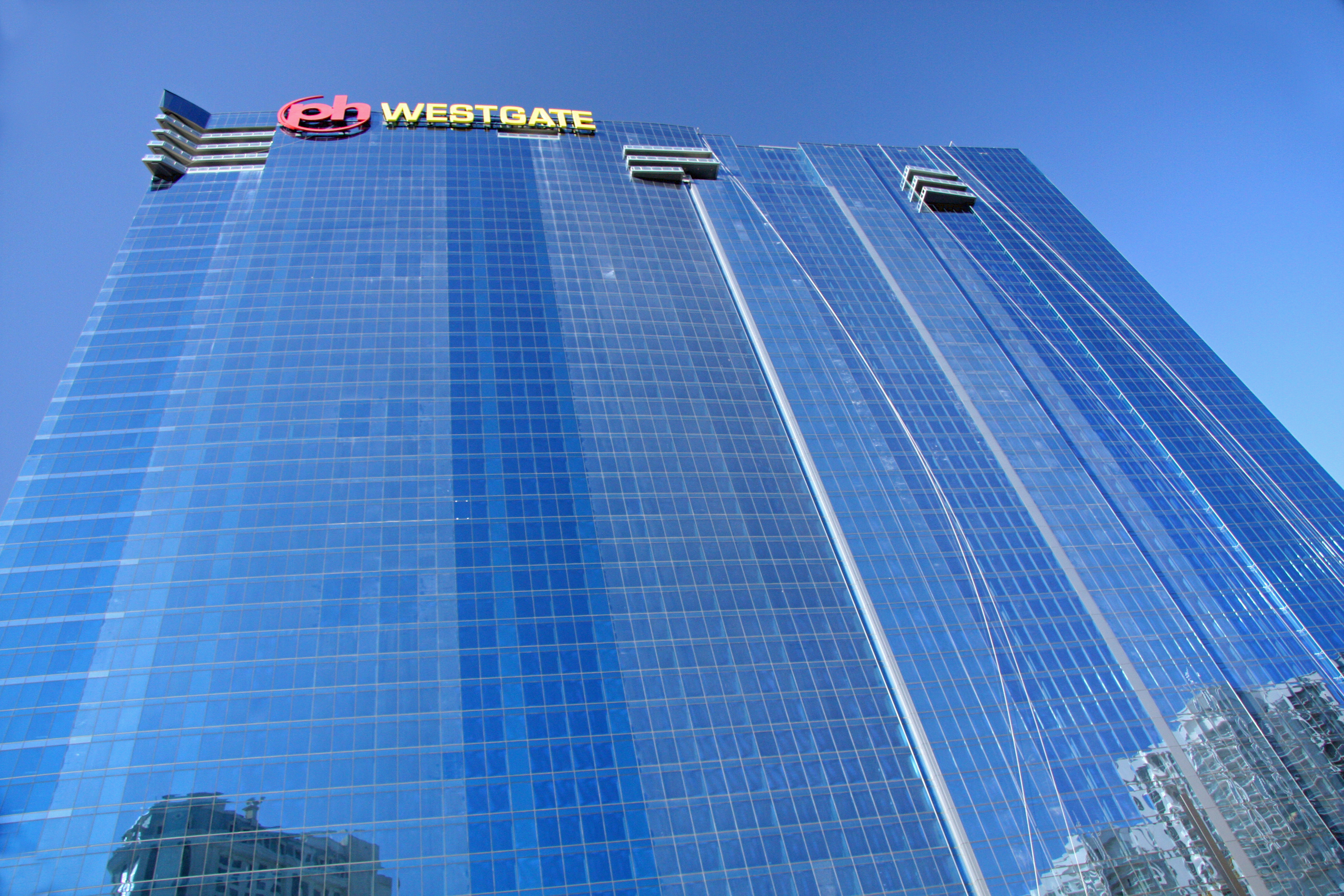
PH Towers em outubro de 2009, visto da East Harmon Avenue

O lançamento da pedra fundamental do Planet Hollywood Towers de $ 750 milhões começou na manhã de 19 de janeiro de 2006. Naquela época, Gerald Koi da Morris Architects era o designer do projeto, enquanto o DiLeonardo International foi encarregado de criar designs de interiores. Bovis Lend Lease Americas supervisionaria a construção, com a inauguração da torre prevista para o final de 2007. A torre acabou se tornando conhecida como PH Towers, com a Tutor-Saliba Corporation como contratada.
A torre, localizada em um área de 1.6 ha  ,  foi em 2 de julho de 2008, durante uma cerimônia que incluiu o ator Sylvester Stallone e o governador de Nevada Jim Gibbons como convidados. A inauguração da PH Towers havia sido inicialmente marcada para 21 de agosto de 2009. Em julho de 2009, o Planet Hollywood começou a contratar 800 trabalhadores para a PH Towers, que deveria ter uma pré-inauguração em outubro, seguida pela grande inauguração oficial um mês depois. No final de setembro de 2009, a inauguração da torre estava programada para dezembro. Na época, duas torres adicionais estavam planejadas para serem inauguradas em novembro de 2013. A primeira torre foi concluída a um custo final de $ 660 milhões. A construção nunca começou em torres adicionais.

### Inauguração e renomeação

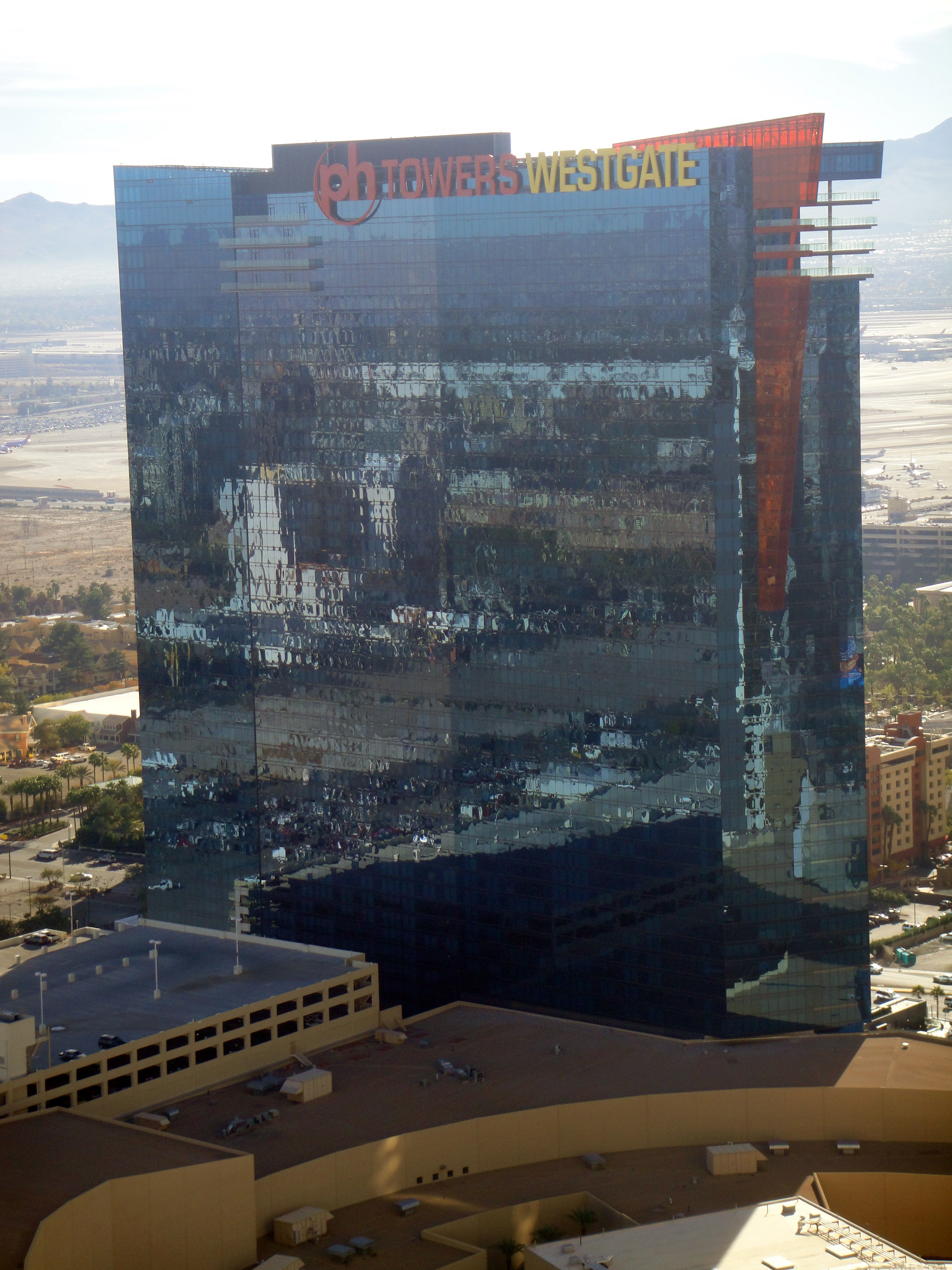
PH Towers em 2010

Os primeiros residentes se mudaram para a torre em 18 de dezembro de 2009, como parte de uma pré-inauguração, enquanto os hóspedes do hotel deveriam ocupar o edifício a partir de 28 de dezembro, seguido por uma inauguração oficial planejada para janeiro de 2010. Uma piscina estava prevista para abrir no verão.  A torre foi promovida como o maior edifício de timeshare do mundo, e a placa ao lado do topo do edifício continha as maiores letras do que qualquer placa na Las Vegas Strip. A torre também foi o primeiro projeto de timeshare a ser conectado a um grande resort com cassino.
A torre continha 1.201 unidades e 28 coberturas, e era propriedade da Westgate Resorts, enquanto o Planet Hollywood era o parceiro de marketing e operação. Aproximadamente 200 unidades seriam usadas como timeshare, enquanto o restante seria usado como quartos de hotel para o resort Planet Hollywood. Quando o PH Towers foi inaugurado, o resort Planet Hollywood estava em processo de venda para a Harrah's Entertainment, que se tornou a nova operadora e comerciante da torre no ano seguinte.
O Westgate Resorts começou a sofrer os efeitos causados pela Grande Recessão, já que os bancos estavam se recusando a financiar as vendas da torre. Em novembro de 2011, Resort Finance America LLC adquiriu o controle acionário da torre e nomeou a Hilton Grand Vacations Company para renomear a torre como parte da empresa Hilton Vacations. A Hilton também forneceria vendas de propriedade de férias, bem como serviços de marketing. Na época, havia mais de 12.000 proprietários na torre de timeshare, que não seriam afetados pela venda. A torre foi posteriormente vendida para a LV Tower 52 LLC. Em 1º de março de 2012, a propriedade foi renomeada como "Elara, a Hilton Grand Vacations Club". A torre foi apresentada no documentário de 2012, The Queen of Versailles. Em 2017, o resort era conhecido como "Elara by Hilton Grand Vacations".

## Construção
Depois de três meses de negociações, a Tutor-Saliba Corporation entrou com um processo de $ 19,3 milhões contra o Westgate Resorts em maio de 2010, alegando que devia dinheiro para construir a torre. Mark Waltrip, diretor de operações do Westgate Resorts, negou a alegação e disse que a Tutor-Saliba devia ao Westgate Resorts US$ 18 milhões, "incluindo cobranças excessivas, créditos devidos por trabalho não realizado, indenização por desempenho inoportuno e não cumprimento dos planos e especificações do projeto." Waltrip também disse: "Esgotamos todos os esforços para trabalhar em cooperação com o Tutor-Saliba para resolver esses problemas."
O julgamento começou em outubro de 2012 e deveria durar quatro semanas. Em 2013, o Tribunal Distrital do Condado de Clark decidiu que a Tutor-Saliba devia US$ 19,3 milhões para Westgate Resorts. A decisão foi apelada, mas a Suprema Corte de Nevada manteve a decisão em favor da Tutor-Saliba em maio de 2017.